# Jan Ulryk Szweryn
Jan Ulryk Szweryn (von Schwerin, ur. ok. 1592, zm. 1637) – pułkownik, dworzanin królewski, właściciel klucza alszwangskiego w nadstarostwie goldyńskim w Kurlandii. W 1618 roku obrany przez litewskie wojsko posłem na sejmik generalny w Słonimiu i sejm w 1619 roku.
Syn Jakuba, marszałka księstwa Kurlandii, i Emerencji Kalksteinówny (zm. po 1636).
W 1619 roku poślubił Barbarę z Konarskich. Z tego małżeństwa pochodzili: Samuel Krzysztof Szweryn, scholastyk żmudzki, Jerzy Jakub Szweryn, podkomorzy dorpacki, i Jan Szczęsny Szweryn, właściciel Alszwangu.